# Svante Pääbo
Svante Pääbo ([ˈsvânːtɛ̂ ˈpʰɛ̌ːbʊ̂] en suédois), né le 20 avril 1955 à Stockholm, est un biologiste et anthropologue suédois qui s'est spécialisé dans la paléogénétique humaine, dont il est l'un des pionniers. Il est depuis 1997 directeur du département Génétique évolutionniste de l'Institut Max-Planck d'anthropologie évolutionniste, à Leipzig, en Allemagne. Il a reçu le prix Nobel de physiologie ou médecine 2022 « pour ses découvertes sur les génomes d'espèces humaines éteintes et l'évolution humaine ».

## Jeunesse et formation
Svante Erik Pääbo est le fils de la chimiste estonienne Karin Pääbo et du biochimiste suédois Sune Bergström, prix Nobel de physiologie ou médecine en 1982. Il obtient son doctorat de l'université d'Uppsala en 1986.

## Travaux
Ses premiers travaux portent sur l'extraction d'ADN encore potentiellement préservé dans des matériaux anciens,. Il travaille ensuite sur le problème de la contamination de l'ADN ancien par de l'ADN actuel. Il publie des séquences d’ADN mitochondrial de mammouths vieux de 50 000 ans en 1994. Deux ans plus tard, son équipe identifie le premier fragment d'ADN mitochondrial d’une espèce humaine éteinte (l'Homme de Néandertal) et le compare à l'ADN humain actuel. Elle avance que Néandertal serait une espèce distincte d'Homo sapiens et qui aurait divergé il y a quelque 500 000 ans,.
Svante Pääbo crée en 1997 un département de recherche en paléogénétique au sein de l'Institut Max-Planck d'anthropologie évolutionniste, à Leipzig, en Allemagne. Le centre est notamment doté d’une salle blanche, dont Svante Pääbo a pensé les moindres détails pour éviter toute contamination des échantillons prélevés par de l’ADN actuel.
En août 2002, le département de Pääbo publie des résultats sur le « gène du langage » FOXP2, qui est absent ou endommagé chez certaines personnes présentant des incapacités de langage.
En mars 2010, son équipe annonce l'identification d'une nouvelle espèce humaine, à partir de l'analyse de l'ADN mitochondrial d'un fragment de phalange fossile trouvé dans la grotte de Denisova, en Sibérie, dénommée provisoirement Homme de Denisova. Il s'agit de la première identification d'une espèce humaine par le seul décodage d'ADN fossile. Son équipe publie aussi en 2010 une séquence partielle de l'ADN autosomal de l'Homme de Néandertal, puis la séquence complète en 2013. Elle montre ainsi qu'environ 2 % de l’ADN de chaque eurasien moderne est issu d'une hybridation ancienne avec Néandertal,.

## Prix et distinctions
En 1992, Svante Pääbo reçoit le prix Gottfried-Wilhelm-Leibniz de la Fondation allemande pour la recherche, qui est l'honneur le plus élevé attribué dans la recherche allemande.
Il reçoit le prix Louis-Jeantet de médecine en 2005. Il est nommé dans la liste des 100 personnes les plus influentes par le magazine Time en 2007.
Il reçoit le prix scientifique européen Körber en 2018,. Le prix Nobel de physiologie ou médecine 2022 lui est décerné le 3 octobre 2022.
- Médaille de Sa Majesté le Roi

### Doctorats honoris causa
Svante Pääbo est fait docteur honoris causa des universités suivantes :
- Université de Zurich ( Suisse, 1994)[12]
- Université d'Helsinki ( Finlande, 2000)[12]
- École royale polytechnique ( Suède, 2008)[12]
- Institut Karolinska ( Suède, 2013)[13]
- Université nationale d'Irlande à Galway ( Irlande, 2015)[14]
- Collège doctoral de science et technologie d'Okinawa ( Japon, 2019)[12]
- Université de Liège ( Belgique, 2024)[15]

## Publications

### Ouvrages
- (en) Neanderthal Man : In Search of Lost Genomes, Basic Books, 2014, 288 p. (ISBN 978-0-465-02083-6)
- Néandertal : à la recherche des génomes perdus [« Neanderthal Man:In Search of Lost Genomes »] (trad. de l'anglais), Paris, Les Liens qui libèrent, 2015, 400 p. (ISBN 979-10-209-0321-1)

### Articles (sélection)
- (en) Svante Pääbo, « Molecular cloning of Ancient Egyptian mummy DNA », Nature,‎ 1985 (PMID 3990798, DOI 10.1038/314644a0)
- (en) Svante Pääbo, Russell Higuchi, Allan C. Wilson, « Ancient DNA and the polymerase chain reaction », Journal of Biological Chemistry,‎ 1989 (PMID 2656708, DOI 10.1016/s0021-9258(18)81710-0)
- (en) Thomas D. Kocher, W. Kelley Thomas, Axel Meyer, Scott V. Edwards, Svante Pääbo, Francis X. Villablanca, Alan C. Wilson, « Dynamics of mitochondrial DNA evolution in animals: amplification and sequencing with conserved primers », Proceedings of the National Academy of Sciences of the United States of America,‎ 1989 (PMID 2762322, PMCID 297804, DOI 10.1073/pnas.86.16.6196)
- (en) Matthias Krings, Anne C. Stone, Ralf W. Schmitz, Heike Krainitzki, Mark Stoneking, Svante Pääbo, « Neandertal DNA Sequences and the Origin of Modern Humans », Cell,‎ 1997 (PMID 9230299, DOI 10.1016/s0092-8674(00)80310-4)
- (en) Svante Pääbo, Hendrik N. Poinar, David Serre, Viviane Jaenicke-Després, Juliane Hebler, Nadin Rohland, Melanie Kuch, Johannes Krause, Linda Vigilant, Michael Hofreiter, « Genetic Analyses from Ancient DNA », Annual Review of Genetics,‎ 2004 (PMID 15568989, DOI 10.1146/annurev.genet.37.110801.143214)
- (en) Tomislav Maricic, Mark Whitten, Svante Pääbo, « Multiplexed DNA Sequence Capture of Mitochondrial Genomes Using PCR Products », PLOS ONE,‎ 2010 (PMID 21103372, PMCID 2982832, DOI 10.1371/journal.pone.0014004)
- (en) David Reich, Edward Green, Martin Kircher, (…) Svante Pääbo, « Genetic history of an archaic hominin group from Denisova Cave in Siberia », Nature,‎ 2010 (PMID 21179161, PMCID 4306417, DOI 10.1038/nature09710)
- (en) Edward Green, Johannes Krause, Adrian W. Briggs, (…) Svante Pääbo, « A Draft Sequence of the Neandertal Genome », Science,‎ 2010 (PMID 20448178, PMCID 5100745, DOI 10.1126/science.1188021)
- (en) Kay Prüfer, Fernando Racimo, Nick Patterson, (…) Svante Pääbo, « The complete genome sequence of a Neanderthal from the Altai Mountains », Nature,‎ 2013 (PMID 24352235, PMCID 4031459, DOI 10.1038/nature12886)
- (en) Samantha Brown, Diyendo Massilani, M.B. Kozlikin, M.V. Shunkov, Anatoly P. Derevianko, Alexander Stoessel, Blair Jope-Street, Matthias Meyer, Janet Kelso, Svante Pääbo, Thomas Higham, Katerina Douka, « The earliest Denisovans and their cultural adaptation », Nature Ecology and Evolution,‎ 2021 (PMID 34824388, DOI 10.1038/s41559-021-01581-2)
- (en) Diyendo Massilani et al., « Microstratigraphic preservation of ancient faunal and hominin DNA in Pleistocene cave sediments », Proceedings of the National Academy of Sciences of the United States of America,‎ 2021 (PMID 34969841, DOI 10.1073/pnas.2113666118)